# Memorial Árabe

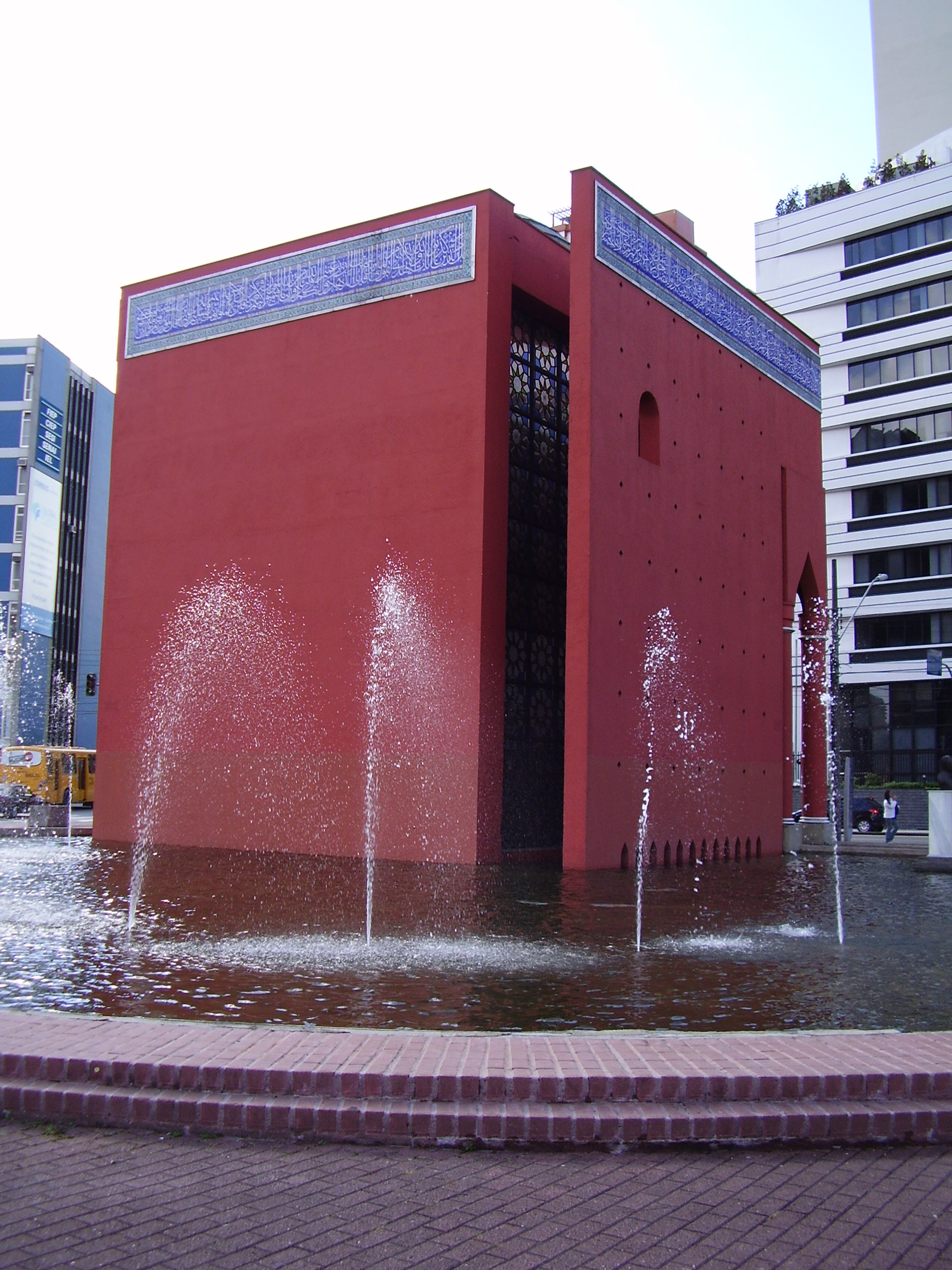
Memorial Árabe.

El Memorial Árabe es un monumento y atracción turística en homenaje a la cultura árabe localizado en el centro de la ciudad de Curitiba, capital del estado brasileño de Paraná. Está ubicado en la plaza Gibran Khalil Gibran, junto con el Paseo Público, el Colegio Estatal de Paraná y el Shopping Mueller. Posee un área de aproximadamente 140 m² en estilo morisco, cuenta con bóveda, columnas, arcos y vitrales, en forma de cubo. Se sitúa sobre un espejo de agua. En su interior hay un café, una biblioteca con capacidad para 10 mil volúmenes y una pinacoteca; ambas con obras de autores árabes.